# 14589 Stevenbyrnes
14589 Stevenbyrnes eller 1998 RW79 är en asteroid i huvudbältet som upptäcktes den 14 september 1998 av LINEAR i Socorro County, New Mexico. Den är uppkallad efter Steven J. F. Byrnes.
Asteroiden har en diameter på ungefär 3 kilometer.